# 绢毛旱蒿
绢毛旱蒿（学名：Artemisia marschalliana var. sericophylla）为菊科蒿属下的一个变种。